# Esparragosa de la Serena
Esparragosa de la Serena ist eine Gemeinde mit 933 Einwohnern (Stand: 2024) in der Provinz Badajoz im Südwesten Spaniens. Sie zählt zur Autonomen Gemeinschaft Extremadura.
Patron der Gemeinde ist San Bartolomé, der Apostel Bartholomäus.

## Geographische Eckdaten
In der Flora dominiert mediterraner Wald mit Stein- und Korkeiche, verschiedene Bäume und Gesträuche wie Zistrosen, wilde Oliven und  Lavendel. Die Fauna zeichnet sich durch abwechslungsreiches Wild aus: Zahlreiche Hirsche, Wildschweine, Hasen, Rebhühner und Kaninchen machen das Gebiet interessant für Jäger. Es handelt sich um ein ausgezeichnetes Revier für Greif- oder Zugvögel. Alljährlich im Herbst und Winter queren Kraniche und Störche den Sierra del Oro und seine Umgebung.

## Geschichte
Im maurischen Zeitalter gab es nur geringe Population in der Gegend. Dies änderte sich ab 1235, nachdem das Gebiet vom Alcántaraorden unter Fernando III.  erobert worden war. Danach siedelten sich Christen an. Das Dorf zählte – gemeinsam mit Castuera, Malpartida und Monterrubio – zur Grafschaft Villa und Tierra de Benquerencia, auch Fünf Villen genannt. König Philipp II. verlieh der Siedlung 1591 den Titel Villa.
1834 wurde die Gemeinde in den Gerichtsbezirk Castuera eingegliedert. Die Volkszählung von 1842 ergab 287 Haushalte und 1.210 Einwohner.
Das Fest des Hl. Bartolomäus wird alljährlich von 24. bis 27. August begangen, es findet auf der Plaza de España statt, zwischen Kirche und Rathaus. Sehr populär ist der Carnaval Zorrero, der berühmteste und traditionsreichste der Region, der zumindest seit 1916 alljährlich stattfindet. Insbesondere die Hahnenrennen ziehen viele Besucher an.

## Plaza de España

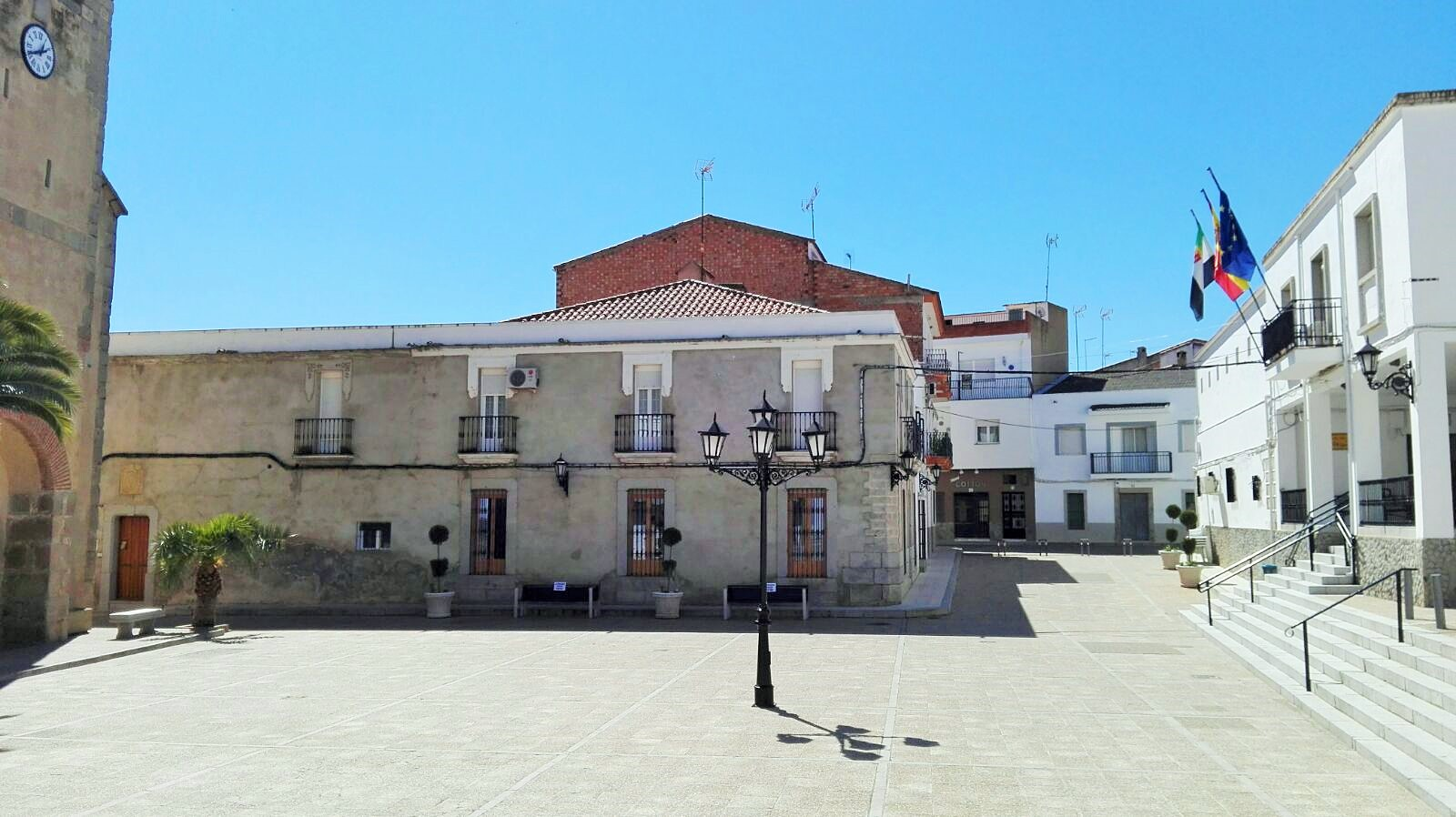
Rechts das Rathaus

## Wirtschaft, Gastronomie

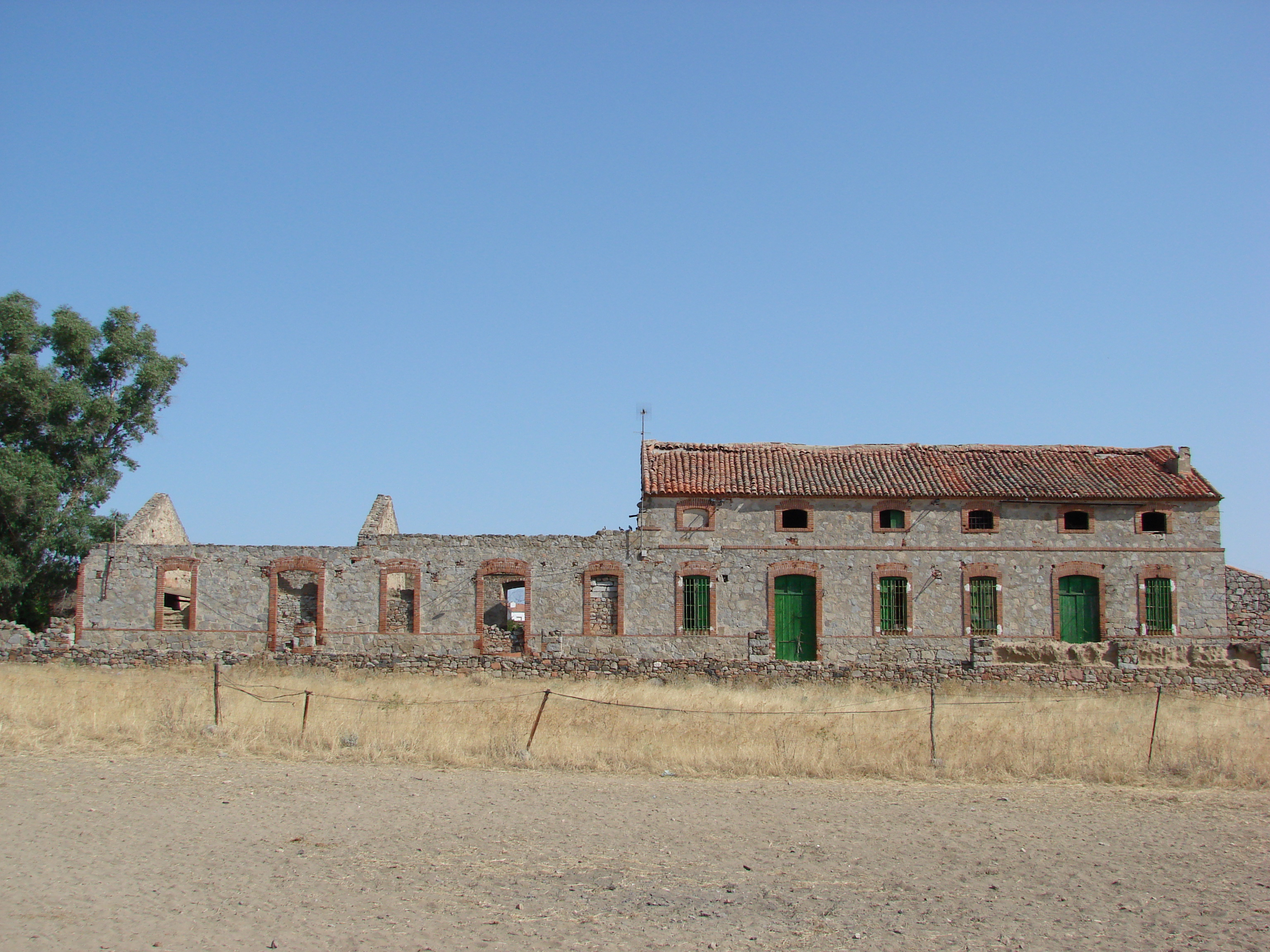
Fábrica Electroharinera

Ende des 19. Jahrhunderts wurde eine Mehl- und Brotfabrik errichtet, die Fábrica Electroharinera, so benannt, weil dort das Getreide elektrisch gemahlen wurde. Es handelt sich um einen der wenigen Industriebauten der Region, im Volksmund als Casa de Manolete bekannt, heute verfallen. Der Strom wurde mittels mit Brennholz und Öl betriebenen Generatoren erzeugt und konnte auch die Gemeinde, erstmals in ihrer Geschichte, mit Strom versorgen.
Esparragosa de la Serena ist auf die Erzeugung landwirtschaftlicher Produkte angewiesen – vorrangig Olivenöl und Weinbau, Schwein und Schaf. Weiters ist die Futtermittelherstellung von Bedeutung, hauptsächlich Weizen und Gerste. Die nativen Olivenöle werden unter der Ursprungsbezeichnung Aceite Monterrubio de la Serena vermarktet, die Pitarra-Weine als Vinos de la Tierra de Extremadura. Im Kontrast zum leichten Rotwein stehen regionaltypische Spirituosen nach alter Handwerkskunst, hochprozentige Schnäpse aus Trauben und Feigen. Geschätzt wird auch der Schafskäse. Wilder Spargel wird hauptsächlich für den Hausgebrauch gestochen. Roscas de piña, eine typische Süßigkeit aus Honig und Mandeln, wird traditionell für die Zeit des Carnaval zubereitet.

## Demographie
Bevölkerungsentwicklung seit 1842:
Quelle: INE

## Gedenken
In Folge des Spanischen Bürgerkriegs flüchteten zahlreiche Republikaner nach Frankreich, wo sie nach der Besetzung des Landes in die Hände des NS-Regimes fielen. Darunter waren auch vier Männer aus Esparragosa de la Serena, die in Konzentrationslagern Zwangsarbeit verrichten mussten – Cándido Benítez Bastias (1920–1942), Leopoldo Caballero Dávila (1917–2012), Pedro Campos Cáceres (1918–2007) und Manuel Rosa Villar (1917–1942). Am 2. April 2022 wurden für diese vier Männer an der Plaza de España Stolpersteine verlegt.